# Megachile szentivanyi
Megachile szentivanyi là một loài Hymenoptera trong họ Megachilidae. Loài này được Michener mô tả khoa học năm 1965.